# Ascraeus Sulci
Gli Ascraeus Sulci sono una struttura geologica della superficie di Marte.